# 鹿児島市立瀬々串小学校
鹿児島市立瀬々串小学校（かごしましりつせせくししょうがっこう）は、鹿児島県鹿児島市喜入瀬々串町にある市立の小学校。

## 概要
鹿児島市の南部にある小学校であり、旧喜入町の北部に位置していた。1876年に瀬々串小学校として設置された。2010年8月4日現在では106名が在籍しており、1学年あたり1学級から2学級で構成されている。

## 沿革
- 1876年（明治9年） - 瀬々串小学校設立
- 1887年（明治20年） - 瀬々串尋常小学校と改称
- 1905年（明治38年） - 瀬々串尋常高等小学校と改称
- 1908年（明治41年） - 瀬々串尋常小学校と改称
- 1919年（大正8年） - 瀬々串尋常高等小学校と改称
- 1941年（昭和16年） - 国民学校令により瀬々串国民学校と改称
- 1947年（昭和22年） - 喜入村立瀬々串小学校と改称
- 1956年（昭和31年） - 喜入町立瀬々串小学校と改称
- 2004年（平成16年） - 鹿児島市立瀬々串小学校と改称

## 通学区域
瀬々串小学校の通学区域は喜入瀬々串町の全域となっている。